# هيو إدوين مونرو
هيو إدوين مونرو هو سياسي كندي، ولد في 31 مايو 1878 في Glengarry County ‏ في كندا، وتوفي في 12 مارس 1947 في فلوريدا في الولايات المتحدة. نشط حزبياً في حزب ساسكاتشوان المحافظ التقدمي. وقد انتخب الحاكم العام لمقاطعة ساسكاتشوان ‏ (1931 – 1936).